# The Birth of Merlin
The Birth of Merlin (em tradução literal, O Nascimento de Merlin) ou The Child Hath Found His Father (A Criança Encontrou Seu Pai) é uma peça de teatro jacobita encenada pela primeira vez em 1622 no The Curtain Theatre em Shoreditch. A peça retrata, com um tom cômico, o nascimento do já crescido Merlin, e apresenta algumas lendas arthurianas, incluindo as Uther Pendragon, Vortigern e Aurelius Ambrosius.
A peça foi publicada pela primeira vez em 1662, impressa por Thomas Johnson para os livreiros Francis Kirkman e Henry Marsh. Esta primeira edição atribui a autoria da peça a dois nomes: William Shakespeare e William Rowley. The Birth of Merlin é, portanto, uma das duas peças publicadas no século XVII como uma colaboração shakespeariana, sendo a outra Os Dois Nobres Parentes. A maioria dos estudiosos, no entanto, rejeitam a interferência de Shakespeare no texto e acreditam que a peça é apenas de Rowley, possivelmente com um outro colaborador.
A peça tem sido ocasionalmente reencenadaa na era moderna (no Teatro Clwyd, por exemplo).